# 条纹鱊
条纹鱊（学名：Acheilognathus striatus），是鲤科鱊属一种，模式产地为中国长江下游江西省婺源县乐安江。种加词源自本种体侧明显的宽纵纹。

## 鉴别特征
体延长，侧扁。具1对较长的口角须，略长于眼径的一半（口角须长为眼径的59.8-67.2%）；背鳍不分枝鳍条3，分枝鳍条8-9，臀鳍不分枝鳍条3，分枝鳍条7-8；体侧具有一条蓝色（浸泡标本为黑色）纵纹从尾柄基部向前延伸至背鳍起点下方，雄鱼的纵纹较雌鱼的宽；纵纹与侧线在背鳍起点下方相隔一鳞片长；雄鱼背鳍和臀鳍边缘具黑带。